# Xingukromsnavelmuisspecht
De xingukromsnavelmuisspecht (Campylorhamphus multostriatus) is een zangvogel uit de familie Furnariidae (ovenvogels). Het is een endemische voor uitsterven gevoelige soort van vochtig natuurlijk bos in Brazilië.

## Taxonomie
De vogel werd in 1907 door de Duits/Braziliaanse vogelkundige Emilie Snethlage geldig beschreven, maar werd later, in het kader van een ruimer soortbegrip, beschouwd als ondersoort van de kromsnavelmuisspecht (C. procurvoides). Volgens in 2013 gepubliceerd nader fylogenetisch onderzoek is dit taxon als aparte soort op te vatten, hoewel hierover geen consensus is.

## Kenmerken
De vogel is 22 tot 25 cm lang, overwegend bruin gekleurd met een lange, dunne gebogen snavel. Qua gedrag lijkt de vogel op een boomkruiper. De vogel lijkt sterk op de nauw verwante kromsnavelmuisspecht. Deze soort is iets donkerder bruin van boven en is voorzien van contrastrijkere lichte streepjes op de borst en kop en met een duidelijke lichte wenkbrauwstreep.

## Verspreiding, leefgebied en status
De vogel komt voor in het oosten van het Amazonebekken tussen de rivieren de Xingu en Tocantins. Het leefgebied is vochtig tropisch oerwoud dat rijk is aan ondergroei van bijvoorbeeld bamboe in laagland tot op hoogstens 500 meter boven zeeniveau. Het is een voor uitsterven gevoelige soort die wordt bedreigd door ontbossing en versnippering van de habitat.